# كشمش
الكِشْمِش (باللاتينية: Ribes، وأصل هذه الكلمة اللاتينية كلمة ريباس العربية) او القِشْمِشْ أو کشمش بري، ويسمى في بعض الدول بالزبيب لما يكون مجففًا، في حين يُصنف على انه زبيب العنب بالخطأ، وهو جنس نباتي يتبع الفصيلة الكشمشية، وهو الجنس الوحيد في هذه الفصيلة. يضم هذا الجنس 194 نوعًا مقبولاً و271 نوعا آخر لم يحسم أمرها بعد.

## الأسماء
بعض المعاجم تورد أن اسمه هو الرِّيبَاس أو الرِّيبَاج أو الرِّيوَاس أو الرِّيوَاج ولذلك لظنهم أن اسمه العلمي مشتقٌ من الاسم العربي وهذا لَبْسٌ فهي تُشير إلى نبات الراوند.

## من أنواعهالواطنةفيالوطن العربي
- الكشمش المشرقي (باللاتينية: Ribes orientale) في بلاد الشام وتركيا واليونان

## منأنواعهالأخرى
تشمل الانواع المختارة من الانواع المقبولة ما يلي:
- الكشمش الأحمر (باللاتينية: Ribes rubrum)
- الكشمش الأسود (باللاتينية: Ribes nigrum)
- الكشمش الأعقف (باللاتينية: Ribes curvatum)
- الكشمش الثلجي (باللاتينية: Ribes niveum)
- الكشمش الجبلي (باللاتينية: Ribes alpinum)
- الكشمش الحشفي (باللاتينية: Ribes glandulosum)
- الكشمش الذعاق (باللاتينية: Ribes amarum)
- الكشمش الشائك (باللاتينية: Ribes uva-crispa)
- الكشمش الصخري (باللاتينية: Ribes petraeum)
- الكشمش القيقبي (باللاتينية: Ribes acerifolium)
- الكشمش المتفشج (باللاتينية: Ribes divaricatum)
- الكشمش المنقعي (باللاتينية: Ribes triste)